# Nowy Rogatschik
Nowy Rogatschik (russisch Новый Рогачик) ist eine Siedlung städtischen Typs in der Oblast Wolgograd in Russland mit 7166 Einwohnern (Stand 14. Oktober 2010).

## Geographie
Der Ort liegt etwa 30 km Luftlinie westlich der Stadtmitte des Oblastverwaltungszentrums Wolgograd am rechten Ufer Tscherwljonaja, des linken Quellflusses des linken Don-Nebenflusses Karpowka. Die ursprüngliche Mündung der Karpowka in den Don befand sich etwa 40 km westlich und liegt heute im oberen Teil des Staubereichs des Zimljansker Stausees. Etwa drei Kilometer südwestlich von Nowy Rogatschik verläuft durch das Tal von Tscherwljonaja und Karpowka der Wolga-Don-Kanal.
Nowy Rogatschik gehört zum Rajons Gorodischtschenski, befindet sich gut 30 km südwestlich von dessen Verwaltungszentrum Gorodischtsche und ist Sitz und einzige Ortschaft der Stadtgemeinde Noworogatschinskoje gorodskoje posselenije.

## Geschichte
Der Ort wurde 1909 von Umsiedlern aus dem Dorf Werchni Rogatschik im Ujesd Melitopol des Gouvernements Taurien (heute Siedlung städtischen Typs in der ukrainischen Oblast Cherson) gegründet; die Bezeichnung – anfangs auch in der Form Noworogatschowski und bis Mitte des 20. Jahrhunderts als Nowo-Rogatschinski – bedeutet darauf Bezug nehmend „Neu-Rogatschik“.
Im Zweiten Weltkrieg wurde Nowy Rogatschik am 2. September 1942 von der deutschen Wehrmacht während ihres Vorrückens auf Stalingrad besetzt. Infolge der erfolgreichen Operation Uranus der Roten Armee im November 1942 befand sich der Ort im westlichen Teil des Kessels von Stalingrad, bis er am 13. Januar 1943 während der Operation Kolzo von der Roten Armee zurückerobert werden konnte.
Größere wirtschaftliche Bedeutung erlangte der Ort erst nach dem Krieg, und in den 1970er-Jahren erhielt er den Status einer Siedlung städtischen Typs.

### Bevölkerungsentwicklung
| Jahr | Einwohner |
| ---- | --------- |
| 1926 | 254       |
| 1979 | 5195      |
| 1989 | 6192      |
| 2002 | 7558      |
| 2010 | 7166      |

Anmerkung: Volkszählungsdaten

## Verkehr
Durch die Siedlung verläuft die föderale Fernstraße A260 (Teil der Europastraße 40) von der ukrainischen Grenze (aus Richtung Donezk – Luhansk) über Kamensk-Schachtinski nach Wolgograd. Eine nördliche Umgehungsstraße ist im Bau (Stand September 2018).
In Nowy Rogatschik befindet sich die Station Karpowskaja – benannt nach dem Fluss und dem gleichnamigen, etwa 7 km nordwestlich gelegenen Dorf Karpowka – bei Kilometer 344 der Bahnstrecke von Lichaja (in Lichowskoi, heute Stadtteil von Kamensk-Schachtinski) nach Wolgograd, auf diesem Abschnitt bereits 1862 als Wolga-Don-Eisenbahn zwischen der Station Wolschskaja im damaligen Zarizyn (heute Wolgograd) und der Station Donskaja in Kalatsch am Don eröffnet.